# Saint-Martin-aux-Arbres
Saint-Martin-aux-Arbres es una comuna francesa situada en el departamento de Sena Marítimo, en la región de Normandía.

## Demografía
| 248 | 243 | 230 | 218 | 287 | 283 | 317 |
| Para los censos de 1962 a 1999 la población legal corresponde a la población sin duplicidades (Fuente: INSEE [Consultar]) |     |     |     |     |     |     |